# Benoît Paire
Benoît Paire (Avignon, 1989. május 8. –) francia hivatásos teniszező. Karrierje során 1-1 egyéni és páros ATP tornagyőzelmet aratott. Egyéniben a 2015-ös SkiStar Swedish Openen a spanyol Tommy Robredót legyőzve diadalmoskodott. Párosban a Chennai Open-en 2013-ban, a svájci Stanislas Wawrinka partnereként győzött.

## ATP-döntői

### Egyéni

#### Győzelmei (1)
| Összesítés                                            | Összesítés |
| ----------------------------------------------------- | ---------- |
| Grand Slam-torna                                      | (0)        |
| ATP World Tour Masters 1000 / ATP Masters Series      | (0)        |
| ATP World Tour 500 Series / International Series Gold | (0)        |
| ATP World Tour 250 Series / International Series      | (1)        |
| ATP World Tour Finals / Tennis Masters Cup            | (0)        |

|   | Dátum            | Torna                        | Borítás | Ellenfél a döntőben | Eredmény a döntőben |
| 1 | 2015. július 26. | SkiStar Swedish Open, Båstad | Salak   | Tommy Robredo       | 7-6(7), 6-3         |

#### Elvesztett döntői (4)
|   | Dátum                | Torna                                          | Borítás    | Ellenfél a döntőben | Eredmény a döntőben |
| 1 | 2012. május 6.       | Serbia Open, Belgrád                           | Salak      | Andreas Seppi       | 3-6, 2-6            |
| 2 | 2013. február 10.    | Open Sud de France, Montpellier                | Kemény (f) | Richard Gasquet     | 2-6, 3-6            |
| 3 | 2015. október 11.    | Rakuten Japan Open Tennis Championships, Tokió | Kemény     | Stanislas Wawrinka  | 2-6, 4-6            |
| 4 | 2017. szeptember 24. | Moselle Open, Metz                             | Kemény (f) | Peter Gojowczyk     | 5-7, 2-6            |

### Páros

#### Győzelmei (1)
| Összesítés                                            | Összesítés |
| ----------------------------------------------------- | ---------- |
| Grand Slam-torna                                      | (0)        |
| ATP World Tour Masters 1000 / ATP Masters Series      | (0)        |
| ATP World Tour 500 Series / International Series Gold | (0)        |
| ATP World Tour 250 Series / International Series      | (1)        |
| ATP World Tour Finals / Tennis Masters Cup            | (0)        |

|   | Dátum           | Torna                 | Borítás | Partner            | Ellenfelek a döntőben           | Eredmény a döntőben |
| 1 | 2013. január 6. | Chennai Open, Csennai | Kemény  | Stanislas Wawrinka | Andre Begemann / Martin Emmrich | 6-2, 6-1            |

#### Elvesztett döntői (1)
|   | Dátum            | Torna                 | Borítás | Partner         | Ellenfelek a döntőben          | Eredmény a döntőben |
| 1 | 2016. január 10. | Chennai Open, Csennai | Kemény  | Austin Krajicek | Oliver Marach / Fabrice Martin | 3-6, 5-7            |

## Eredményei Grand Slam-tornákon
| Grand Slam | Australian Open | Australian Open       | Roland Garros | Roland Garros         | Wimbledon     | Wimbledon             | US Open       | US Open               |
| Év         | Eredmény        | Utolsó ellenfél       | Eredmény      | Utolsó ellenfél       | Eredmény      | Utolsó ellenfél       | Eredmény      | Utolsó ellenfél       |
| 2008       | -               | -                     | Selejtező (1) | Selejtező (1)         | -             | -                     | -             | -                     |
| 2009       | -               | -                     | Selejtező (3) | Selejtező (3)         | -             | -                     | -             | -                     |
| 2010       | -               | -                     | 1.kör         | Olivier Rochus        | Selejtező (1) | Selejtező (1)         | 2.kör         | Feliciano López       |
| 2011       | 2.kör           | Ivan Ljubičić         | 1.kör         | Victor Hănescu        | 1.kör         | David Ferrer          | Selejtező (1) | Selejtező (1)         |
| 2012       | 1.kör           | Stanislas Wawrinka    | 2.kör         | David Ferrer          | 3.kör         | Brian Baker           | 2.kör         | Philipp Kohlschreiber |
| 2013       | 1.kör           | Roger Federer         | 3.kör         | Nisikori Kei          | 3.kör         | Łukasz Kubot          | 1.kör         | Alekszandr Bogomolov  |
| 2014       | 3.kör           | Roberto Bautista Agut | 2.kör         | Roberto Bautista Agut | 1.kör         | Lukáš Rosol           | 2.kör         | Pablo Carreno Busta   |
| 2015       | Selejtező (1)   | Selejtező (1)         | 3.kör         | Tomáš Berdych         | 2.kör         | Roberto Bautista Agut | 4.kör         | Jo-Wilfried Tsonga    |
| 2016       | 1.kör           | Noah Rubin            | 2.kör         | Tejmuraz Gabasvili    | 2.kör         | John Millman          | 2.kör         | Márkosz Pagdatísz     |
| 2017       | 3.kör           | Dominic Thiem         | 1.kör         | Rafael Nadal          | 4.kör         | Andy Murray           | 2.kör         | Mischa Zverev         |

## Év végi világranglista-helyezései
| Év       | 2007 | 2008 | 2009 | 2010 | 2011 | 2012 | 2013 | 2014 | 2015 | 2016 |
| Helyezés | 675  | 638  | 333  | 152  | 95   | 47   | 26   | 118  | 19   | 47   |

## Győzelmei top 10-es játékos ellen évenként
| Szezon    | 2013 | 2014 | 2015 | 2016 | 2017 |
| Győzelmek | 2    | 0    | 2    | 1    | 1    |

### Győzelmei top 10-es játékos ellen részletesen
|      | Ellenfél              | Ranglista | Torna                                   | Borítás    | Forduló     | Eredmény                   |
| 2013 |                       |           |                                         |            |             |                            |
| 1.   | Juan Martín del Potro | 7         | Internazionali BNL d’Italia             | Salak      | 3. kör      | 6–4, 7–6(3)                |
| 2.   | Stanislas Wawrinka    | 10        | Rogers Cup                              | Kemény     | 2. kör      | 6–2, 7–6(2)                |
| 2015 |                       |           |                                         |            |             |                            |
| 3.   | Nisikori Kei          | 4         | US Open                                 | Kemény     | 1. kör      | 6–4, 3–6, 4–6, 7–6(6), 6–4 |
| 4.   | Nisikori Kei          | 6         | Rakuten Japan Open Tennis Championships | Kemény     | Elődöntő    | 1–6, 6–4, 6–2              |
| 2016 |                       |           |                                         |            |             |                            |
| 5.   | Stanislas Wawrinka    | 4         | Open 13                                 | Kemény (f) | Negyeddöntő | 6–4, 1–6, 7–5              |
| 2017 |                       |           |                                         |            |             |                            |
| 6.   | Stanislas Wawrinka    | 3         | Mutua Madrid Open                       | Salak      | 2. kör      | 7–5, 4–6, 6–2              |